# لیگ عدالت تاریک
لیگ عدالت تاریک (به انگلیسی: Justice League Dark) عنوان تیمی ابرقهرمانی در کتاب‌های کامیک آمریکایی منتشر شده توسط دی‌سی کامیکس است. این تیم برای اولین بار در شمارهٔ ۱ از مجموعه لیگ عدالت تاریک نوشته پیتر میلیگان، حضور پیدا کردند. اعضای اصلی لیگ عدالت تاریک متشکل از جان کنستانتین، مادام زندو، ددمن، سایه، مرد تغییرپذیر،فانتوم استرنجر،اتریگن،سوامپ تینگ  و زاتانا است.

## اعضاء
از مهمترین شخصیت‌های این سری داستان‌ها که اثر دی‌سی کامیکس است، جان کنستانتین، سایه،مرد تغییر پذیر، زاتانا، بتمن، مردمرده، سوامپ تینگ، بلک ارکید، پاندورا، اتریگن، انچنترس (کمیک)،واندر وومن، اسپکتر،تیموتی هانتر، ریون (کمیک)  و فرانکنشتاین را می‌توان نام برد.